# Джебали, Хамади
Хамади Джебали (араб. حمادي الجبالي‎; род. 12 января 1949, Сус) — тунисский политик и журналист, бывший премьер-министр Туниса с 24 декабря 2011 года по 19 февраля 2013 г. Генеральный секретарь умеренной исламистской Партии возрождения.

## Биография
По образованию — инженер, учился в Тунисском и Парижском университетах. Его специализация — возобновляемые источники энергии. С 1981 года участвует в деятельности исламистских организаций, долгое время был редактором газеты Партии возрождения, «Аль-Фаджр» (Рассвет). В 1990 году, вскоре после узурпации власти Зин эль-Абидином Бен Али, был приговорён к условному тюремному сроку и штрафу за публикацию в газете материалов, в которых власти обнаружили призывы к изменению конституционного строя. Позднее в том же году в газете был размещён другой материал против деятельности военно-полевых судов, за который Джебали был осуждён на один год заключения. В 1992 году был вместе с рядом других членов Партии возрождения обвинён в подготовке переворота и осуждён на 16 лет, более 10 лет из которых провёл в одиночной камере. В тюрьме неоднократно объявлял голодовку. Был освобождён в связи с амнистией в 2006 году, незадолго до окончания срока.
После революции в Тунисе Партия возрождения была легализована после длительного периода подполья. На выборах в Учредительное собрание 23 октября 2011 года партия завоевала 89 мест из 217, и вскоре Учредительное собрание поддержало кандидатуру Джебали на пост премьер-министра, в то время как пост президента достался представителю светских партий. Такое распределение мест стало результатом соглашения между тремя крупнейшими партиями.
По словам Джебали, в качестве приоритетного направления работы его правительства должно стать восстановление и развитие экономики. Он также заявил, что не планируется навязывать нормы мусульманской этики для иностранных туристов. В то же время, Джебали допустил неосторожные высказывания о наступлении эпохи «шестого халифата», что было истолковано оппонентами как стремление создать теократическое государство.
6 февраля 2013 года после убийства оппозиционера-секуляриста Белаида Шокри в стране развернулись массовые антиправительственные акции, организованные светскими силами страны. Под давлением общественности Джебали был вынужден вначале распустить правительство, состоящее из умеренно исламистской Партии возрождения, генеральным секретарем которой он являлся и объявить о формировании беспартийного технического правительства. Однако это закончилось для него провалом, и Джебали подал в отставку 19 февраля 2013 года.